# Garrigues de la Moure et d'Aumelas
Garrigues de la Moure et d'Aumelas este o arie protejată (arie de protecție specială avifaunistică — SPA) din Franța întinsă pe o suprafață de 9.015 ha, integral pe uscat.

## Localizare
Centrul sitului Garrigues de la Moure et d'Aumelas este situat la coordonatele 43°33′27″N 3°35′58″E / 43.55759°N 3.59942°E.

## Înființare
Situl Garrigues de la Moure et d'Aumelas a fost declarat arie de protecție specială avifaunistică în baza directivei 79/409 din 1979 referitoare la conservarea păsărilor sălbatice pentru a proteja 31 de specii de animale.

## Biodiversitate
Situată în ecoregiunea mediteraneană, aria protejată nu include niciun habitat protejat.
La baza desemnării sitului se află mai multe specii protejate de  păsări (31): fâsă-de-câmp (Anthus campestris), acvilă de munte (Aquila chrysaetos), buha (Bubo bubo), pasărea ogorului (Burhinus oedicnemus), caprimulg (Caprimulgus europaeus), barză albă (Ciconia ciconia), șerpar (Circaetus gallicus), erete de stuf (Circus aeruginosus), erete vânăt (Circus cyaneus), erete cenușiu (Circus pygargus), dumbrăveancă (Coracias garrulus), presură de grădină (Emberiza hortulana), șoim de iarnă (Falco columbarius), Falco eleonorae, Falco naumanni, șoim călător (Falco peregrinus), Galerida theklae, cocor (Grus grus), vulturul pleșuv sur (Gyps fulvus), Hieraaetus fasciatus, acvilă pitică (Hieraaetus pennatus), sfrâncioc roșiatic (Lanius collurio), sfrânciocul cu frunte neagră (Lanius minor), ciocârlie de pădure (Lullula arborea), gaia neagră (Milvus migrans), gaia roșie (Milvus milvus), vultur egiptean (Neophron percnopterus), vultur pescar (Pandion haliaetus), viespar (Pernis apivorus), silvie de tufiș (Sylvia undata), spârcaci (Tetrax tetrax).
Pe lângă speciile protejate, pe teritoriul sitului au mai fost identificate 7 specii de păsări.